# Иуда Маккавей
Иу́да Маккаве́й (ивр. יהודה המכבי‎; погиб в 160 до н. э.) — третий сын Маттафии Хасмонея, принявший, согласно предсмертной воле отца, руководство восстанием евреев против сирийского царя Антиоха IV Эпифана.
Сын ревностного о законе Моисеевом священника Маттафии, он с детства проникся той же ревностью, и после смерти отца вместе со своими братьями восстал против попытки Антиоха искоренить иудейство и на его место ввести греческий культ. Собрав около себя всех ревнителей Бога, он нанёс несколько жестоких поражений войску Антиоха и достиг на время заключения мира, которым и воспользовался для восстановления чистоты поклонения в храме.
В самом начале восстания Иуда получил прозвище «Маккавей». Чтобы объяснить его значение, выдвигалось несколько версий. Согласно наиболее распространенному предположению, это имя восходит к арамейскому маккаба (макебет на современном иврите), что означало «молот» или «кузнечный молот», в знак признания его отваги в битвах. Также возможно, что имя Маккавей является акронимом стиха Торы «Ми Камокха Ба’элим ИГВГ» — то есть «Кто среди богов подобен тебе, о Иегова?» (Исход 15:11). Раввин Моше Шрейбер пишет, что прозвище является акронимом имени отца Иуды — Маттитьягу Коген Бен Йоханан. Некоторые ученые считают, что это имя — сокращение еврейского словосочетания маккаб-ягу (от накаб, «отметить, обозначить»), и несет смысл «обозначенный Иеговой». Как в «Иудейской», так и в «Новой католической» энциклопедиях отмечается, что ни одна из выдвинутых версий не является полностью удовлетворительной.
Храм, который согласно иудейским представлениям, был осквернён языческим идолослужением, был очищен и освящён, в память чего установлен был особый праздник обновления Храма — Ханука. В возобновившейся войне Иуда Маккавей погиб, но дело его продолжалось другими его братьями — которых тоже стали называть Маккавеями.
Иуда Маккавей нанёс поражение сирийцам в двух битвах (Эммаус, Вефсура), но проиграл одну при Вефсахаре.